# Guy III de Laval-Montmorency
Guy III de Laval-Montmorency, marquis de Nesle, comte de Joigny et de Maillé, vicomte de Brosse et de Tours, baron de Bressuire et de la Motte-Saint-Heraye, sire de Rochecorbon, etc. , né le 28 juillet 1565, mourut, sans enfant, d'une blessure qu'il reçut à la bataille d'Ivry en 1590, combattant pour le roi Henri IV.

## Famille
Fils de Jean de Laval-Montmorency, il avait épousé, Marguerite Hurault de Cheverny, fille de Philippe Hurault de Cheverny, comte de Cheverny et de Limours, chancelier de France. Elle se remaria en secondes noces, en 1593, à Anne d'Anglure, baron de Givry ; en troisièmes, à Arnaux le Dangereux, chevalier, seigneur de Beaupui, et mourut le 15 juin 1614.

## Histoire
Après sa mort, Pierre II de Laval-Montmorency, seigneur de Lezay prit les armes pleines de Montmorency-Laval, et le marquisat de Nesle échut à René Aux-Epaules, comme héritier présomptif de Guy de Laval, son cousin-germain.